# Altes Moor (Landkreis Harburg)
Das Alte Moor ist ein ehemaliges Naturschutzgebiet in der niedersächsischen Gemeinde Seevetal im Landkreis Harburg.
Das ehemalige Naturschutzgebiet mit dem Kennzeichen NSG LÜ 148 war rund 28 Hektar groß. Es ist nach Norden, Osten und Süden vom Landschaftsschutzgebiet „Landschaftsteile an der Reichsautobahn Hamburg-Hannover von km 11 bis km 18“ umgeben. Das Gebiet stand seit dem 2. Januar 1987 unter Naturschutz. Zum 1. Juli 2019 ging es im neu ausgewiesenen Naturschutzgebiet „Seeve“ auf. Zuständige untere Naturschutzbehörde war der Landkreis Harburg.
Das nordwestlich des Ortsteils Maschen-Horst liegende Gebiet ist fast vollständig von Straßen umgeben. Im Osten und Süden grenzt es am Horster Dreieck an die A 1, durch die ein Teil des Moorgebietes überbaut wurde, sowie im Norden an weitere öffentliche Straßen. Nur im Westen wird das ehemalige Naturschutzgebiet vom Flusslauf der Seeve begrenzt.
Das Gebiet wird von einem Niedermoor gebildet, in den ein See mit seinen Uferbereichen und einem abfließenden Bach eingebettet ist. Das Gebiet wird von Birken- und Erlen-Bruchwäldern geprägt. Auf höheren Standorten ist auch Birken-Eichenwald zu finden. In den Randbereichen des ehemaligen Naturschutzgebiets befinden sich landwirtschaftliche Nutzflächen, die überwiegend als Grünland extensiv bewirtschaftet werden.